# Karl Seizinger
Karl Friedrich Wilhelm Seizinger (* 23. März 1889 in Hildburghausen; † 4. Mai 1978 im niederländischen Haarlem) war Kupferstecher. Für die Postverwaltungen mehrerer Staaten und der Vereinten Nationen gestaltete er Briefmarken. Ebenso war er als Stecher von Banknoten tätig. Er galt dabei als ein Meister seines Fachs und gewann auf internationalen Briefmarkenausstellungen zahlreiche Preise.

## Leben
In seiner Geburtsstadt Hildburghausen erlernte Karl Seizinger im Graphikinstitut Metzeroth das Handwerk eines Kupferstechers. Nach Abschluss seiner Ausbildung wandte er sich nach Berlin, um dort im Kartographischen Institut zu arbeiten. In Berlin lernte er auch seine spätere Ehefrau Elisabeth kennen. 
Bei Ausbruch des Ersten Weltkriegs wurde Seizinger Soldat und kam zunächst nach Frankreich an die Westfront. Später war er als Pilot zum osmanischen Heer abkommandiert. Nach dem Krieg zurück in Deutschland fand er keine Arbeit, denn die meisten Druckereien ließen die Bilder ihrer Bücher nicht mehr als Stiche ausarbeiten, sondern verwendeten modernere und billigere Techniken. Eine Beschäftigung als Stecher von Banknoten fand er schließlich 1921 bei der Wertpapierdruckerei der finnischen Nationalbank in Helsinki.
1924 folgte Seizinger einem Angebot der tschechoslowakischen Staatsbank und siedelte nach Prag über, wo er ebenfalls als Stecher von Banknoten tätig war. Daneben studierte er drei Jahre an der Prager Kunsthochschule bei Max Švabinský. Als Briefmarkenstecher war er erstmals im Jahr 1926 für die Ausgaben der Serie Hrady, krajiny, města (dt. Burgen, Landschaften, Städte) verantwortlich. Diese Serie begründete den guten Ruf der tschechoslowakischen Briefmarkenkunst. In Fachzeitschriften wurde Seizinger begeistert gefeiert. Bis 1934 gravierte er sämtliche Ausgaben des Landes. Danach war er nur noch für einen Teil der tschechoslowakischen Marken verantwortlich und als freier Mitarbeiter für die Staatsdruckerei tätig, während ein zweiter Stecher, Bohumil Heinz, die übrigen Aufträge erhielt. Im Jahr 1938 erschien der Block zur 1. Prager Briefmarkenausstellung als letzte von Seizingers zahlreichen tschechoslowakischen Ausgaben. 
Im selben Jahr – noch vor der deutschen Besetzung – verließ er die Tschechoslowakei und ging zunächst nach Belgrad. Die nach dem Krieg wieder gegründete Tschechoslowakei besuchte er nur noch einmal in seinem Leben, als er im Jahr 1974 Gast auf einer Briefmarkenausstellung in Brünn war.
In Belgrad begann Seizinger bald für die jugoslawische Post zu arbeiten. Sein erster Briefmarkensatz erschien im September 1939. Ein weiterer Satz mit Motiven aus dem Landesteil Kroatien folgte im März 1941. Nachdem die deutschen Truppen Jugoslawien im April 1941 besetzt hatten, ging Seizinger nach Zagreb, wo soeben der Unabhängige Staat Kroatien ausgerufen worden war. Für die kroatische Post gravierte er während des Kriegs mehrere Briefmarkenausgaben, unter anderen mit Motiven historischer Persönlichkeiten und der Marienkirche in Zagreb.
Nach der Wiedergründung des jugoslawischen Staates musste Seizinger als Deutscher das Land verlassen und verlor dabei sein gesamtes Vermögen. In seiner Heimat Hildburghausen konnte er keine Arbeit finden, zudem war er wegen der politischen Verhältnisse in der sowjetischen Besatzungszone besorgt. Daher entschloss er sich, weiterzuwandern und bewarb sich 1947 bei der niederländischen Banknoten- und Briefmarkendruckerei Joh. Enschedé en Zonen in Haarlem. Von 1948 bis 1961 arbeitete er dort und stach im Auftrag dieser Firma Banknoten und Briefmarken unter anderem für die Niederländischen Antillen und Curaçao, für Portugal, Syrien, Indonesien und Niederländisch-Neuguinea sowie für die UN-Postverwaltung in New York.